# Girls Lab
『Girls Lab』（ガールズ ラボ）は、キッズステーションで2010年11月5日から2012年3月2日まで毎週放送されていた情報番組である。月替りで新作更新。全17回。
BSデジタル放送のTwellVでも2011年1月10日から2012年3月5日にかけて毎週月曜日7:00 - 7:30（「キッズステーション・タイム」枠）に放送された。月替りで新作更新。全15回。

## 概要
小学生向けのファッション雑誌『ニコ☆プチ』の専属モデル“プチ㋲”がMCを担当し、JS（女子小学生）の最新のファッションやグッズを紹介する生活情報番組。
前半は毎回ニコ☆プチモデルが着用しているナルミヤ・インターナショナルのコーディネートの紹介をし、後半はタカラトミーの商品の紹介、ニコ☆プチの撮影現場に潜入、街にいる女の子のファッションチェックやスキンケア法などのコーナーを行うという形式をとっている。
出演者である田尻あやめと澤田汐音がニコ☆プチを卒業するのに伴い、第17話で最終回を迎えた。

## 出演者
ナビゲーター
- 田尻あやめ

ニコ☆プチの人気モデル。
- 澤田汐音（#6-17）

ニコ☆プチの人気モデル。森高愛が卒業した後、2011年4月1日放送の第6話から新しく出演者に加わる。
だ・ディ
「ファッション修行中のベア（雄）」という設定で番組の進行役を務める、ビルド・ア・ベア・ワークショップのぬいぐるみ。関西弁を話し、一人称は「ワテ」、語尾に「〜でやんす」とつけるのが特徴。友達は第16話で、だ・ディ自身がビルド・ア・ベア ワークショップに行って作ったぬいぐるみの「だ・ディ子」。だ・ディ子は一人称は「ミー」、語尾に「～～だわさ」を使う。
ナレーター
- 伊藤かな恵

### 過去の出演者
- 森高愛（#1-5）

ナビゲーター。ニコ☆プチのモデルを2011年6月号をもって卒業するのに伴い、第5話をもって番組も卒業した。

## コーナー
- 2人のファッションチェック

MC2人の撮影用衣装を、ナレーターがおしゃれポイントを解説しながら紹介。続いて「着まわし術 レベルアップ大作戦!」と題し、その衣装を毎回異なるファッションスタイルのコーディネートにアレンジして、ビフォーアフターで紹介。
- だ・ディのストリート・ファッションチェック

“だ・ディ”が街に繰り出してリポートしてきたという設定で、オシャレな女子小学生を毎回3人紹介。撮影モデルがポージングしている間、ワイプ画面でMCの2人がファッションチェックをする。おもな収録場所は原宿・竹下通り。最終回は“だ・ディ子”が代役で登場した。
- プリ♥ラボ

「プリティーリズムコレクション」の遊び方とおすすめコーデを紹介。
- 大ちゅーもくアイテムを紹介！

MCの2人が注目するアイテム（おもに玩具）を紹介。

## スタッフ
- 協力：ビルド・ア・ベア・ワークショップ
- 衣装協力：NARUMIYA INTERNATIONAL
- 制作協力：ビビッド・ジャム
- 制作：キッズステーション

## 放送時間
キッズステーション
- 2011年11月 - 2011年4月（#1-6）　土曜日 19:52 - 20:00
- 2011年5月 - 2011年6月（#7,8）　土曜日 20:52 - 21:00
- 2011年7月 - 2012年3月（#9-17）　金曜日 17:20 - 17:28  / 日曜日 19:52 - 20:00　※初回放送は第1金曜日

TwellV
- 2011年1月 - 2012年3月（#3-17）　月曜日 7:14 - 7:22頃 / 17:14 - 17:22頃　※「キッズステーション・タイム」内の3番目

## 関連番組
『ニコ☆プチ JS GIRLS COLLECTION 2011.5.22』
- 放送日時：前編 2011年7月24日 19:30 - 20:00、後編 2011年7月31日 19:30 - 20:00 / 前・後編 2011年8月7日 19:00 - 20:00
- 番組内容：2011年5月22日に行われた『ニコ☆プチ』主催のファッションショー「ニコ☆プチ JSガールズコレクション」の模様を紹介するキッズステーションの特別番組。
- 出演

『ニコ☆プチ』モデル（福島雪菜、阿部紗英、田尻あやめ、五十嵐ありさ、永野芽郁、藤田みりあ、飯豊まりえ、関紫優、森高愛）、カリスマ読者モデル（日下部美愛、小林晏夕、大関遥、脇田璃奈、横島アエリ、菅野冬華、西村珠麗、廣岡まりあ、深沢明莉）ほか
- スタッフ

ナレーター：小墨カフロ、協力：スリーディメンション、特別協力：株式会社新潮社、監修：山元琢治（新潮社）、栗田久隆（新潮社）、演出補：金木亜里沙、演出：小倉美明、プロデューサー：北口拓也（キッズステーション）、蒲倉淳一、松室俊幸、チーフプロデューサー：山本晋（キッズステーション）、制作協力：Mount、ビビッド・ジャム、製作著作：キッズステーション

## 放送局
※放送期間は初回放送。カッコ内は最終放送日（再放送）。
| 放送対象地域 | 放送局             | 放送期間                               | 放送日時           | 備考   |
| ------------ | ------------------ | -------------------------------------- | ------------------ | ------ |
| 全国放送     | キッズステーション | 2010年11月6日 - 2012年3月2日（4月1日） | 土曜 19:52 - 20:00 | 制作局 |
| 全国放送     | TwellV             | 2011年1月10日 - 2012年3月5日（4月1日） | 月曜 7:12 - 7:20頃 | #3-17  |